# Těchlovice (kraj hradecki)
Těchlovice – miejscowość i gmina (obec) w Czechach, w kraju hradeckim, w powiecie Hradec Králové. W 2022 roku liczyła 358 mieszkańców.